# مستور خوابیده
اکلیپتا پرستراتا (نام علمی: Eclipta prostrata) نام یک گونه از زیرخانواده کاسنیان آستروئیده است.